# Emilio Pin Godos
Emilio Pin Godos (Burriana, Castellón, 1974) es un diplomático español. Es el embajador de España ante los Emiratos Árabes Unidos (desde 2025).

## Carrera diplomática
Emilio nació en Castellón (1974). Tras licenciarse en Derecho en la Universidad de Navarra, completó su formación jurídica con el diploma en Estudios Avanzados, Derecho internacional y Estudios Jurídicos Internacionales en la Universidad Complutense de Madrid y un Máster en Derecho en la Universidad de Londres.
Ingresó en la carrera diplomática (2000) y estuvo destinado en las Embajadas de España en: Tanzania, Namibia e Italia, y en la Representación Permanente de España ante Naciones Unidas (Ginebra).
En el Ministerio de Asuntos Exteriores, Unión Europea y Cooperación - MAEUEC (Madrid) ha sido: subdirector de la Unidad de Emergencia Consular, consejero de Derechos Humanos, asesor jurídico en la Asesoría Jurídica Internacional, y jefe adjunto de la Asesoría Jurídica Internacional (2021).
También ha continuado su carrera docente como profesor en el Máster de Estudios Internacionales y Europeos de la Universidad de Valencia (septiembre de 2021- febrero de 2024).